# 湾岸ミッドナイト MAXIMUM TUNE 2
『湾岸ミッドナイト MAXIMUM TUNE 2』（わんがんミッドナイト マキシマムチューンツー）とは、ナムコのアーケードゲーム部門（現：バンダイナムコアミューズメント）より2005年4月21日に稼働されたアーケードレースゲーム。楠みちはる氏原作の漫画『湾岸ミッドナイト』を題材としたアーケードレースゲームの4作目で、湾岸ミッドナイト MAXIMUM TUNEシリーズの第2作目にあたる。

## ゲーム概要
- MAXIMUM TUNE 2は前作から大幅にバージョンアップし、新たに「10人抜きモード」と新コース「箱根」（ただし、ゲーム用に若干アレンジされている。）の往路･復路が追加され、ストーリーモードも20話から80話になり、プレイ状況によってさまざまな称号が登場するようになった。対戦も最大4人まで同時プレイが可能である。車種も6種類追加され、隠し車両も2種類追加された（登場車両参照）。また、一部コースでは車線規制が行われ走行の難易度がアップするようになった。BGMも新たに11曲が追加されたが、Stream of Tears (More Tranced Remix)、Beyond the Horizon、Speed Fanatic、Acid Runnerが削除された (代わりに湾岸マキシ3から湾岸マキシ1 & 2の音楽が手に入られた)。そのほか、筐体のシートにはクッションが追加されている。また、同年10月23日には、一部プログラムを訂正した「Ver.B」にバージョンアップされた（適用後はタイトルの下側に「Ver.B」が追加されている。）。
- 筐体の修理サポートは、部品調達難に伴い、2015年7月以降順次終了することが発表された[1]。

ストーリーモード
前作20話から80話に大幅アップした。また、1テーマに沿ったエピソード進行となる。また、前作は20話を3周してチューニングを完了していたが、今作は、40話で800馬力チューンを完了し、80話まで完了すると、全話無敗状態でクリアの場合、最大815馬力になり（800馬力にゲージ＋2）、負け有りの場合は810馬力（800馬力にゲージ＋1）となる。ただし、Ver.Bの適用後は負け有りの状態でも80話クリア及び、走行距離が5000km以上になると無敗状態と同様に最大815馬力になる。なお、初期の称号は全車「湾岸の新人」で、ランクもN級となる。（前作から引継ぎ、廃車カードからスタートの場合はC4級）また、「2」では80話終了で2周目となり、2周目以降は、BGMと時間帯の選択が可能であるが、一部のストーリーは選択不可になっている。

- 第1話～第20話「湾岸ミッドナイト 総集編 その1」

湾岸ミッドナイトの原作をモチーフにした話が中心。初級から超上級まで、各5人ずつ対戦する。
なお、5･10･15話はその前の4話をクリアしないと対戦できない。20話は残りの19話をクリアしないと対戦できない。
- 第21話～第40話「湾岸ミッドナイト 総集編 その2」

1~20話から若干変化したが、こちらも同じ進行である。25話では秋川レイナがライバルとなるはずが、太鼓の達人に登場するどん子、和田どんがライバルとなる。そして35話では後藤元・友也がライバルとなるはずが、同じく太鼓の達人に登場する和田かつ、お面小僧がライバルとなり、それぞれの搭乗車種は普段はアザーカーとして出現するカローラとハイエースである。海外輸出版では、太鼓の達人のキャラクターではなくパックマンに登場するキャラクターがライバルになる。ただし、2周目以降は、通常通り、vsレイナ、vs後藤&友也に戻る。
なお、総集編その1と同様に25･30･35･40話は他をクリアしないと対戦できない。
- 第41話～第50話「悪魔のZ復活編」

原作初期の頃を基にしたストーリー構成で、カットインされるイラストも初期タッチとなっている。
ここからは、1周目の場合は1話クリアしないと次話に進むことができない。
- 第51話～第60話「R200CLUB編」

R33型スカイラインGT-Rに乗る黒木隆之、R200CLUBを中心としたエピソード。
- 第61話～第70話「モンスターマシーン編」

スープラを操る相沢圭一郎とそれを追うチューナーたちを中心としたエピソード。
- 第71話～80話「幻のFC編」

城島洸一とFCを中心としたエピソード。
前作で山本和彦が搭乗していたインプレッサ(GDB)はスカイラインGT-R(BNR34)に変更されている。同じように、RGO山中が搭乗していたシルビア(S15)はスカイラインGT-R(BCNR33)に変更された。変更というよりも、マキシの前作である湾岸ミッドナイト（所謂、無印・R）の原作に忠実な設定に戻されたと表現したほうが正しい。細かい所では、ACE（後藤元・友也）のGT-Rのカラーリングが黄色から白色へと変わっている。

タイムアタックモード
基本は前作と変わりないが、ベストタイムはマイカー及びSPマシンのいずれかのベストタイムしか記録されなくなり、SPマシンのセッティングが可能になった。SPマシンは800馬力+2ゲージの状態である。
10人抜きモード
各、首都高C1の内回り・外回り、新環状左回り・右回り、箱根（末端は折り返しになっていて、コースがつながっている。）の5種類で、各10人ずつレベル1からレベル10まで、全ライバルを抜き去ったらクリアとなる。また、各コースの全レベルを定められたタイムより早いタイムでクリアする（秒殺と表示される）と「?」が追加され、全キャラと対戦する28人抜きが出現する。ただし、一部2回出現するキャラもある。
乱入対戦モード
最大4人に増加し、同時対戦が可能になった。2人で対戦の場合は前作と変わりないが、3人・4人の場合はコース選択と時間帯選択は、多数決となっており、BGMの選択権は左端のプレーヤーが選択する（対戦表示は1P）。前作と同様にレース開始時のコース名表示画面でブレーキを踏むとハンデ無しとなり、全員がブレーキを踏むと全員が馬力ハンデ・ラバーバンドなしとなり、レース開始時に「真剣勝負！」のテロップが現れる。また、前作ではお互いに馬力が異なっても同じになるように追加がされていたが、「2」からは追加されなくなった。なお、コース名表示画面のネームも、「自分」と「対戦者」となっていたが、「2」ではプレイヤーネームが表示されている。撃墜星は、4人対戦:1位が3個、2位が2個、3位が1個となり、3人対戦:1位が2個、2位が1個となる。また、撃墜星の記録の上限は8191個までだが、画面表示の数は3999個までとなる。撃墜星が2000個以上の状態で対戦し、最下位になると撃墜星が1個減ってしまう。スタート時の車の配置は乱入順･コイン投入順ではなく、筐体固有のID番号で決まっている（1Pは、向かって左前。2Pは、左後。3Pは、右前。4Pは、右後である。）。また、筐体設定によって、前作でプレイできた「首都高一周」と今作で追加された「箱根往復」が選択できる。そのほか、筐体設定にて『同時対戦モード』に設定すると、『パイロンゲーム』が、プレイできる。方法は、まず筐体設定にて同時対戦モードをONにし、料金を投入しプレイを開始する。ただし、このとき同時に開始しないと意味を成さない。例として、2台の場合は、片方が、すべて対戦コースなどを選択し終わり、反対に片方が選択を決定しないでいると、待機している方が、パイロンゲームになる。3･4台の場合も同様に1人が選択中で、他が選択完了の場合も完了しているプレイヤーがプレイできる。内容としては、ジムカーナ風のコースが現れ、車は、プレイヤーが対戦前に選択した車種orチューニングカードの車種が登場する。操作は、ハンドル･アクセル･ブレーキのみで、ギア･ボタンは使わない。ゲーム画面もラジコン風に遠隔操作で、案外、高難易度である。ただし、選択中のプレイヤーが選択完了するとパイロンゲームが終了し、対戦開始となる。また、パイロンゲームは、対戦などには影響しない。同時対戦モードは乱入対戦とは違い、対戦に勝利した側もゲームオーバーになる。大会時用のモードと言っても過言ではない（のちに「3DX PLUS」で追加された大会専用モード「イベントモード」が追加されているが一律フリープレイ、全員がエントリーしてからゲームスタート、パイロンゲームがないといった違いがある）。

### 前作からの引き継ぎ
前作のカードを引き継ぎするとカードネーム･使用車種･走行距離が引き継がれ、撃墜星･プレイ進行状況は引き継がれず、前作20話以上をクリアしている場合は20話からスタートとなる。それ以下の場合は、基本チューンの段階からとなる。なお、前作からの引き継ぎの場合は廃車カードは作成されない。